# Rob Tielman
Rob Tielman (nacido el 19 de agosto de 1946 en Hilversum) es un sociólogo, autor y profesor de universidad neerlandés.

## Biografía
Tielman nació en 1946 en Hilversum. Tras sus estudios secundarios, estudió Sociología en Utrecht. Tras finalizar sus estudios, continuó su carrera profesional en la universidad y fue contratado como profesor de Sociología en la Universidad de Utrecht.
Tielman ha escrito diversos libros en el área de la Sociología. Además, ha escrito artículos para la revista LGBT neerlandesa Gay Krant y colabora en la organización LGBT COC Nederland.
Está casado y, junto con su marido, tiene acogidos a varios niños.

## Obra (selección)
- Homoseksualiteit in Nederland, 1982
- Voorontwerp Humanistisch Perspectief, 1983
- Grondrechtenafweging en de Wet Gelijke Behandeling, 1984
- Socialisatie en Emancipatie, 1985
- Humanistische Sociologie: een Paradox als Paradigma, 1987
- Building a World Community, 1989
- Bisexuality and HIV/AIDS, 1991
- Third Pink Book; Gay and Lesbian Rights Worldwide, 1993

## Reconocimientos
- Fue nombrado caballero en 1987 por la reina Beatriz.
- Medalla Rob Angelo, 1998 (cuyo nombre es en honor del fundador Nico Engelschman de COC Nederland)[1]